# After the Storm
After the Storm (japanisch 海よりもまだ深く Umi yori mo Mada Fukaku) ist ein japanischer Film von Hirokazu Koreeda aus dem Jahr 2016.

## Handlung
Der Schriftsteller Ryōta, welcher früher Preise gewann, kommt über seinen literarischen Abstieg nicht hinweg. Er arbeitet als Privatdetektiv und  verprasst sein Geld im Glücksspiel. Nach dem Tode seines Vaters führt seine Mutter Yoshiko ein glückliches Leben mit ihren betagten Freundinnen. Ryōta und seine Schwester Chinatsu bezichtigen sich gegenseitig, ihr Leben von ihrer Mutter finanzieren zu lassen. Kyōko, Ryōtas Exfrau verbietet ihm den Kontakt zu seinem elfjährigen Sohn Shingo, da dieser mit der Zahlung der Alimente in Verzug ist. Als Ryōta mit seiner Familie während eines Sturmes bei seiner Mutter Zuflucht suchen muss, bietet sich ihm eine Chance, sein Leben wieder in den Griff zu bekommen.

## Kritik
„Es ist denn auch der zwischenmenschliche Austausch im mikroskopisch Kleinen der Gesten, Blicke und Worte: von Vater und Sohn, von Sohn und Mutter, von Enkel und Grossmutter, von Ex-Mann und Ex-Frau, der diesen Film ausmacht – und uns die paar Längen, die er durchaus aufweist, als die Qualität des Ereignislosen entdecken lässt: gerade auch fürs eigene Leben.“